# Кавиглия, Орестес
Оре́стес Кави́глия (исп. Orestes Caviglia; 9 ноября 1893, Буэнос-Айрес — 1 апреля 1971, Сан-Мигель-де-Тукуман) — аргентинский актёр и кинорежиссёр

 классической эпохи кинематографа Аргентины.

## Биография
С 1934 года начал работать в театре. Играл Раскольникова в пьесе «Преступление и наказание» по Ф. Достоевскому (театр «Архентино»). С 1937 года занимался режиссёрской деятельностью. Поставил в Буэнос-Айресе антиклерикальную комедию «Господина Бога нет дома» Гомеса Масия. Современный фарс «Только не Пиранделло, ради бога» Энсо Алонса, «Путешествие» К. А. Гуриа.
Требуя в процессе создания спектакля тесного контакта драматурга и режиссёра, актёра и театрального предпринимателя, О. Кавиглия боролся за подъём национального театрального искусства.
Преподавал актёрское мастерство, используя теорию К. С. Станиславского.
С 1956 года работал в театре «Национальной комедии» (Монтевидео) вместе с М. Ксиргу.
Снимался в кино с 1936 года. Сыграл в 30 кинофильмах.
Умер в 1971 году. Похоронен на кладбище Ла-Чакарита.

## Избранная фильмография

### Режиссёр
- 1938 — Con las alas rotas
- 1939 — Вне закона / El Matrero (также сценарист)
- 1940 — Pueblo chico, infierno grande
- 1941 — Hay que casar a Ernesto
- 1941 — Al toque de clarín
- 1945 — Цирковая кавалькада / La cabalgata del circo
- 1948 — Mis cinco hijos

### Актёр
- 1937 — Мельгарехо / Melgarejo — Карлос Бертолини
- 1942 — Маламбо / Malambo
- 1945 — Цирковая кавалькада / La cabalgata del circo
- 1948 — Тряпичный мяч / Pelota de trapo